# Государство Венесуэла
Государство Венесуэла было официальным названием Венесуэлы, принятым конституцией 1830 года, во время правления Хосе Антонио Паэса. Название сохранялось до 1856 года, когда в конституции, принятой в том же году, было изменено официальное название страны на Республика Венесуэла. В Конституции 1864 года были учреждены Соединенные Штаты Венесуэлы.

## История

### Правительство Паэса
Паэс правил либо как президент, либо как человек за троном с 1830 по 1846 год; а позже, с 1860 по 1863 год, в качестве диктатора. Выдающийся военный лидер в войне за независимость и соратник Боливара, Паэс имел серьёзные претензии на пост президента, тем более, что, несмотря на его происхождение пардо, белая олигархия в Каракасе с энтузиазмом поддерживала его.
Хотя Конституция 1830 г. предписывала демократию, традиции и практические трудности препятствовали действительному функционированию республиканской формы правления, и на практике страной управляла олигархия.
В течение первого года своего пребывания в должности Паес создал в Министерстве финансов Управление внешних сношений, состоящее из трех человек. У него было мало поводов иметь дело с связанной с войной дипломатией между Венесуэлой и другими государствами, потому что Венесуэла располагала небольшими вооруженными силами, и их основная функция заключалась в защите президентства от внутренних угроз и поддержании порядка. (Это остается основной ролью венесуэльских вооруженных сил и по сей день .) Министерство иностранных дел в основном занималось проблемами, связанными с иностранными гражданами, ведущими бизнес в Венесуэле: особенно нарушениями контрактов, нанесением ущерба людям и имуществу во время гражданских беспорядков и актами угнетения. например, незаконное заключение иностранцев в тюрьму.
Доктор Хосе Мария Варгас, как и Паес, член Консервативной партии, стал президентом в феврале 1835 года. Как гражданское лицо, он пользовался поддержкой тех, кто хотел получить альтернативу ветеранам войны за независимость, которые доминировали в венесуэльской политике. В июле 1835 года Революция реформ во главе с Хосе Тадео Монагасом свергнула Варгаса, но он вернулся к власти, когда Паес победил повстанцев. Он окончательно ушел в отставку в апреле 1836 года.

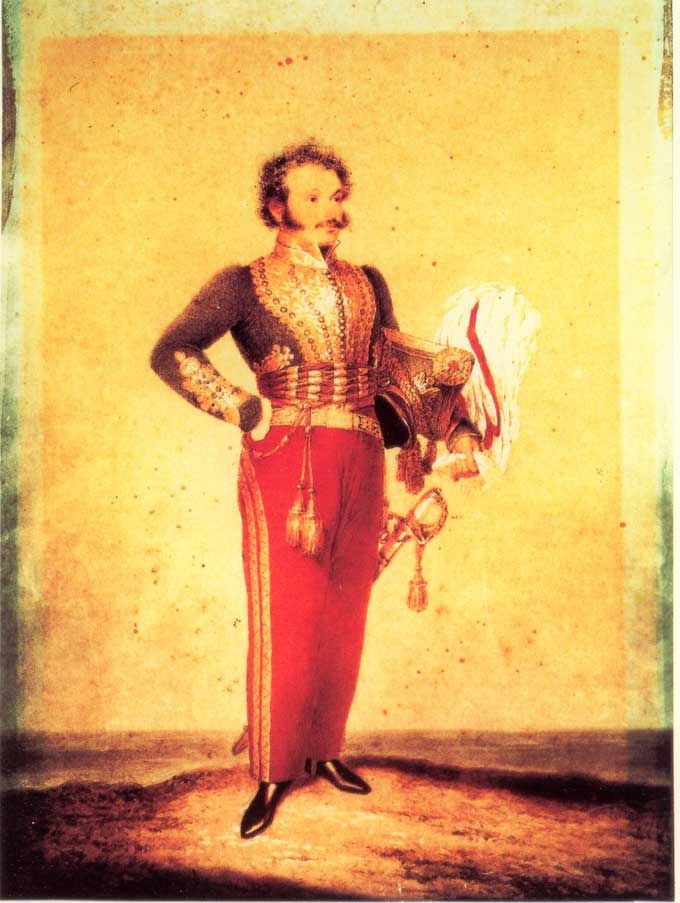
Паес в 1828 году, незадолго до его прихода к власти

Монагас, лидер восстания, был выдающимся генералом войны за независимость. Хотя он потерпел поражение, он не пострадал, потому что его база находилась в Восточном Иланосе , регионе, где Паес не имел эффективного контроля. Кроме того, Монагас имел такое же право, как и Паес, считаться «освободителями» Венесуэлы, и у него были дополнительные полномочия: в то время как Паес отвернулся от Гран Колумбии Боливара, он, по крайней мере в принципе, продемонстрировал свою верность ей. пока его распад не стал непоправимым.

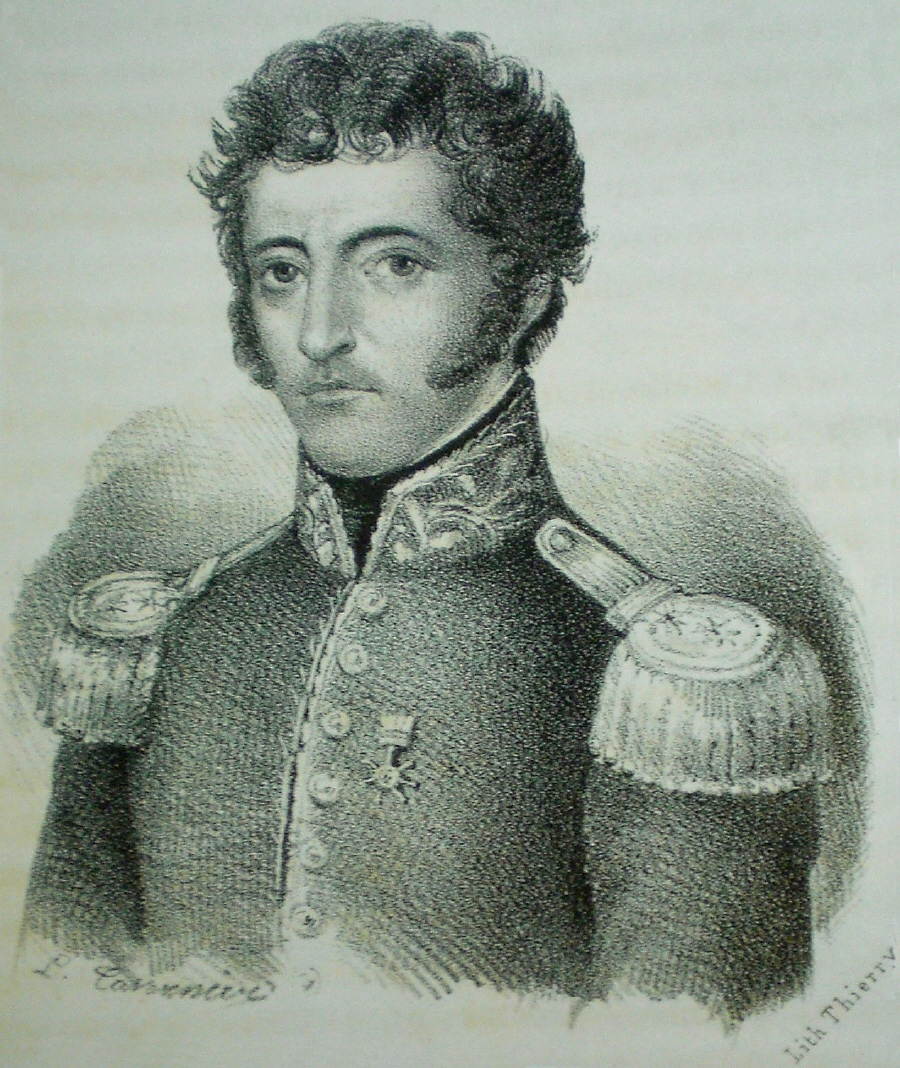
Хосе Тадео Монагас в 1841 году

Флаг Венесуэлы (1836—1859 гг.) После президентства Паэса

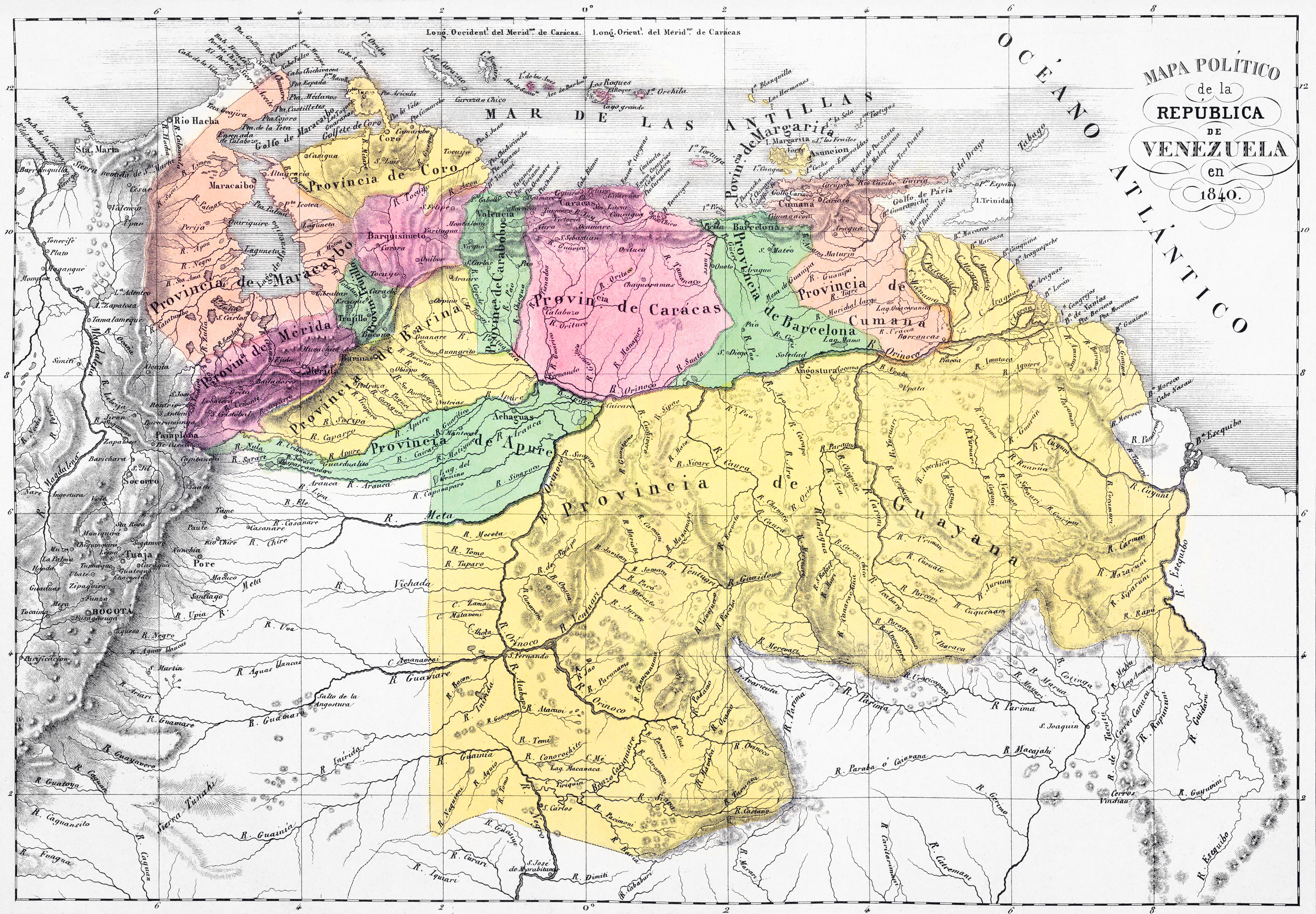
Карта Государства Венесуэла с 1840 года

### Правительство Монагаса
Генерал войны за независимость Карлос Сублетт, консерватор, стал президентом в 1837 году. Паес сменил его в 1839 году, но Сублет снова взял бразды правления у Паэса в 1843 году и правил до 1847 года
Сублет оказался честным, но тусклым президентом, в некотором смысле фольгой для Паэса, и он не смог предотвратить «избрание» Монагаса президентом в 1847 году. Общепринято считать, что все «выборы», которые упоминаются как происходящие в Венесуэле 19 века были фикцией или вообще не существовали, но это не совсем так. Были выборы, но они проводились на муниципальном уровне, и, конечно, у пардо не было голоса. Эта традиция непрямых выборов через местные советы продлится в Венесуэле до 1945 года.
Будучи президентом, Монагас порвал с Консервативной партией. В 1848 году его сторонники напали на парламент, он ввел личное правление и отправил Паеса в изгнание. Его младший брат, Хосе Грегорио Монагас, победил на выборах президента на срок 1851—1855 годов и также правил диктаторски. Хосе Тадео вернулся в качестве президента в 1855 году, но ушел в отставку в марте 1858 года из-за восстания в Валенсии, которое возглавил Хулиан Кастро и включал в себя элитных членов как Консервативной партии, так и Либеральной партии .
Оба брата правили как либералы. Хосе Грегорио отменил рабство в 1854 году, а Хосе Тадео отменил смертную казнь.
Восточный Иланос произвел много каудильо, потому что его экономика была открыта для международной торговли, а экспорт из этого региона (крупный рогатый скот, шкуры, кофе) был основным продуктом венесуэльской экономики.

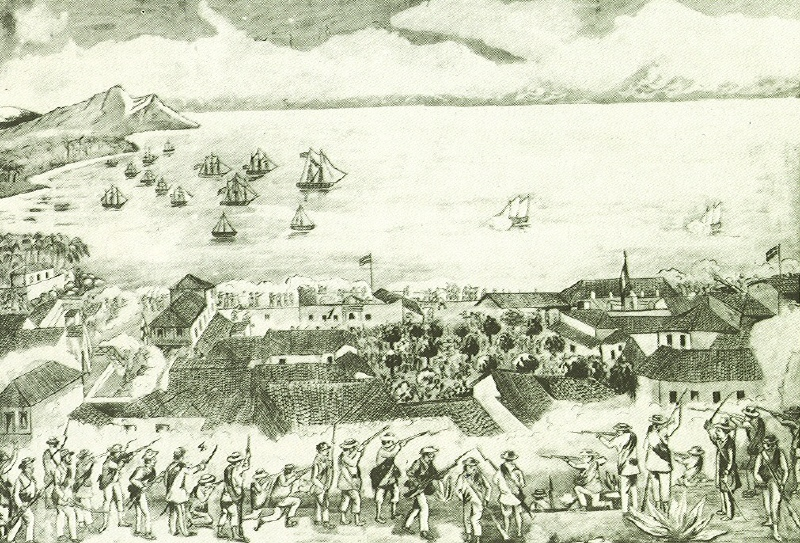
Битва при Майкетии в начале Федеральной войны. 2 сентября 1859 г.

### Федеральная война и судьба
Через три дня после отставки Хосе Тадео Монагаса Хулиан Кастро захватил пост президента в результате государственного переворота .
Кастро стал первым военным президентом, который не участвовал в Войне за независимость. Кастро был порождением олигархии Каракас-Валенсия и не очень эффективным. Во время его президентства в Каракасе появилось множество подающих надежды каудильо, и он изгнал их всех. Это было тем, что спровоцировало Великую войну каудильо, названную в венесуэльской историографии Guerra Federal или Федералистской войной, хотя на самом деле эти люди имели в виду не федерализм. Кастро не был компетентен ни как президент, ни как солдат, и он передал власть мирным жителям олигархии, которые вскоре были захвачены восстаниями в центральном и западном лланосе с лидерами федералистов, включая Эсекьеля Самору .
Хосе Антонио Паес был вызван изгнанием в США и правил как диктатор с 1861 по 1863 год; но больше не мог править как могущественный каудильо и был вынужден сдаться лидеру федералистов Хуану Крисостомо Фалькону .
Результатом войны Каудильо стало то, что официальное наименование Венесуэлы было изменено с «республики» на «Соединенные Штаты Венесуэлы», национальное название, которое у неё было, а также девиз «Бог и Федерация», пока не появился Маркос Перес. Хименес вернул его к «республике» в середине 20 века.